# Универзитет Пејс
Универзитет Пејс (енгл. Pace University) је приватни универзитет са три кампуса у држави Њујорк: Њујорку, Плезантвилу и Вајт Плејнсу. Основан је 14. децембра 1906.